# SLAM
SLAM es una marca comercial de la empresa SLAM s.p.a., ubicada en la Via G.Adamoli, 521 de Génova, Liguria (Italia).
Fue fundada el 19 de diciembre de 1979 por unos regatistas italianos con la intención de mejorar la comodidad y prestaciones de la ropa náutica. En 1992 abrieron las primeras tiendas oficiales de la marca en Porto Venere (Italia) y Cowes (Reino Unido). En 2000 se convirtió en el proveedor oficial de la Federación Italiana de Vela y, por lo tanto, de su equipo olímpico en Sídney 2000, que consiguió las medallas de oro en windsurf (Alessandra Sensini) y de plata en Finn (Luca Devoti).
Aunque se trata de una marca de ropa deportiva con productos especializados para la vela, SLAM fue el proveedor oficial del Real Racing Club de Santander en la Primera División de España de fútbol entre 2009 y 2012.